# Иден (Јута)
Иден (енгл. Eden) насељено је место без административног статуса у америчкој савезној држави Јута.

## Демографија
По попису из 2010. године број становника је 600.
| Група             | 2000.    | 2010.       |
| Белци             | 0 (0,0%) | 565 (94,2%) |
| Афроамериканци    | 0 (0,0%) | 6 (1,0%)    |
| Азијати           | 0 (0,0%) | 3 (0,5%)    |
| Хиспаноамериканци | 0 (0,0%) | 19 (3,2%)   |
| Укупно            | 0        | 600         |